# Regentparakit
Regentparakit (Polytelis anthopeplus) är en fågel i familjen östpapegojor inom ordningen papegojfåglar.

## Utseende och läte
Regentparakiten är en stor och långstjärtad parakit med karakteristisk fjäderdräkt. På sittande fågel syns gröngul kropp, svarta vingar med röda och gula flänkar samt röd näbb. I flykten kontrasterar svarta vingpennor och svart stjärt med gula vingtäckare och gul övergump. Bland lätena hörs ett högljutt gnissligt kvitter.

## Utbredning och systematik
Regentparakit delas in i två underarter:
- Polytelis anthopeplus anthopeplus – förekommer i sydvästra Australien (sydvästra Western Australia)[1]
- Polytelis anthopeplus monarchoides – förekommer i inre västra delen av sydöstra Australien (sydvästra New South Wales, nordvästra Victoria och sydöstra South Australia)[1]

## Levnadssätt
Regentparakiten hittas i öppna områden inåt landet med spridda skogslandskap. Den häckar i hål i större träd.

## Status och hot
Arten har ett stort utbredningsområde, men tros minska i antal, dock inte tillräckligt kraftigt för att den ska betraktas som hotad. Internationella naturvårdsunionen IUCN listar arten som livskraftig (LC).
I Australien bedöms den östliga underarten monarchoides nationellt som sårbar enligt Protection and Biodiversity Conservation Act (EPBC Act), från 1999. På delstatsnivå är den rödlistad som sårbar i Victoria och South Australia och som starkt hotad i New South Wales.

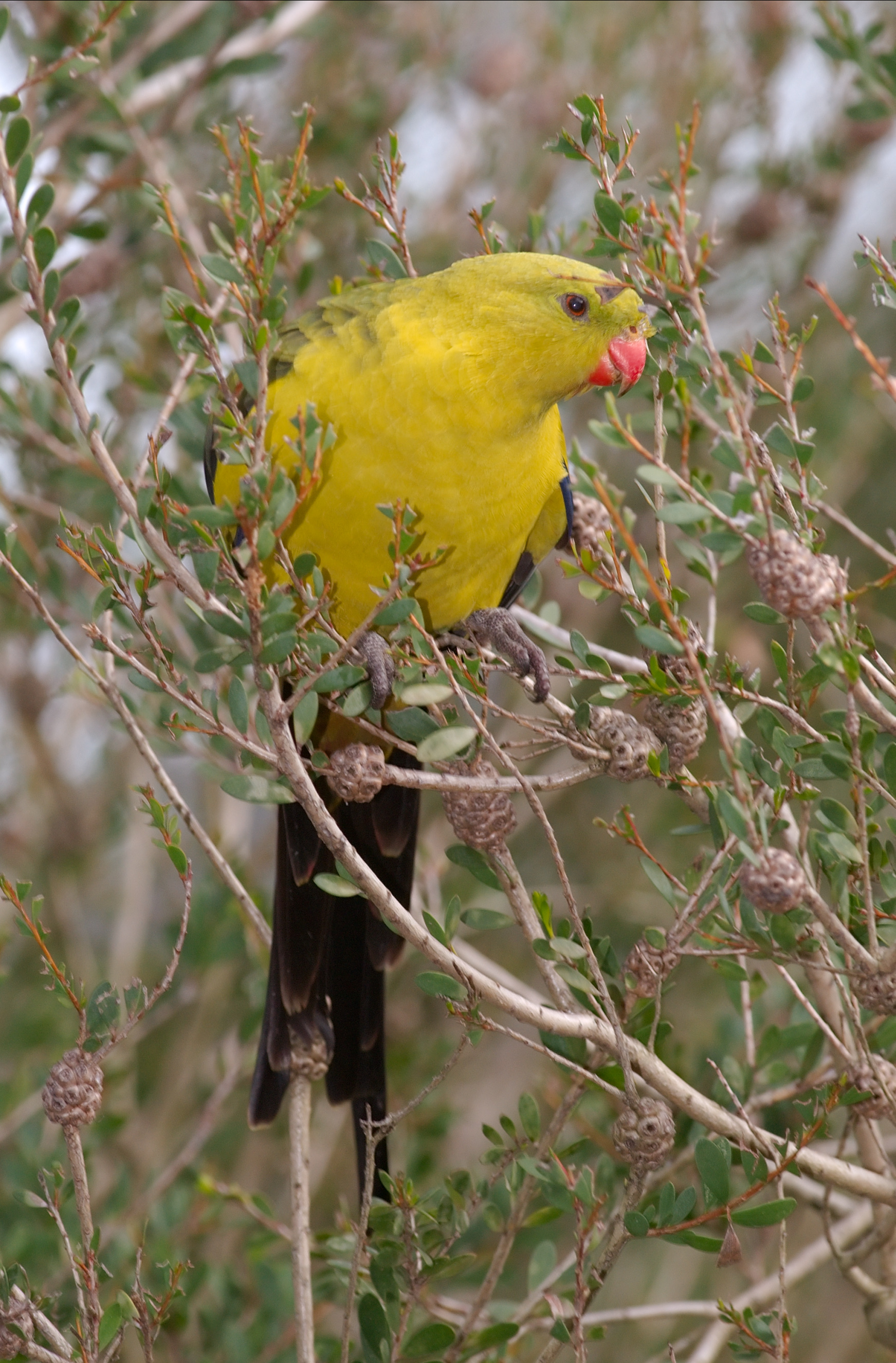
Regentparakit, en hane fotograferad i South Australia.